# Kateřinská jeskyně

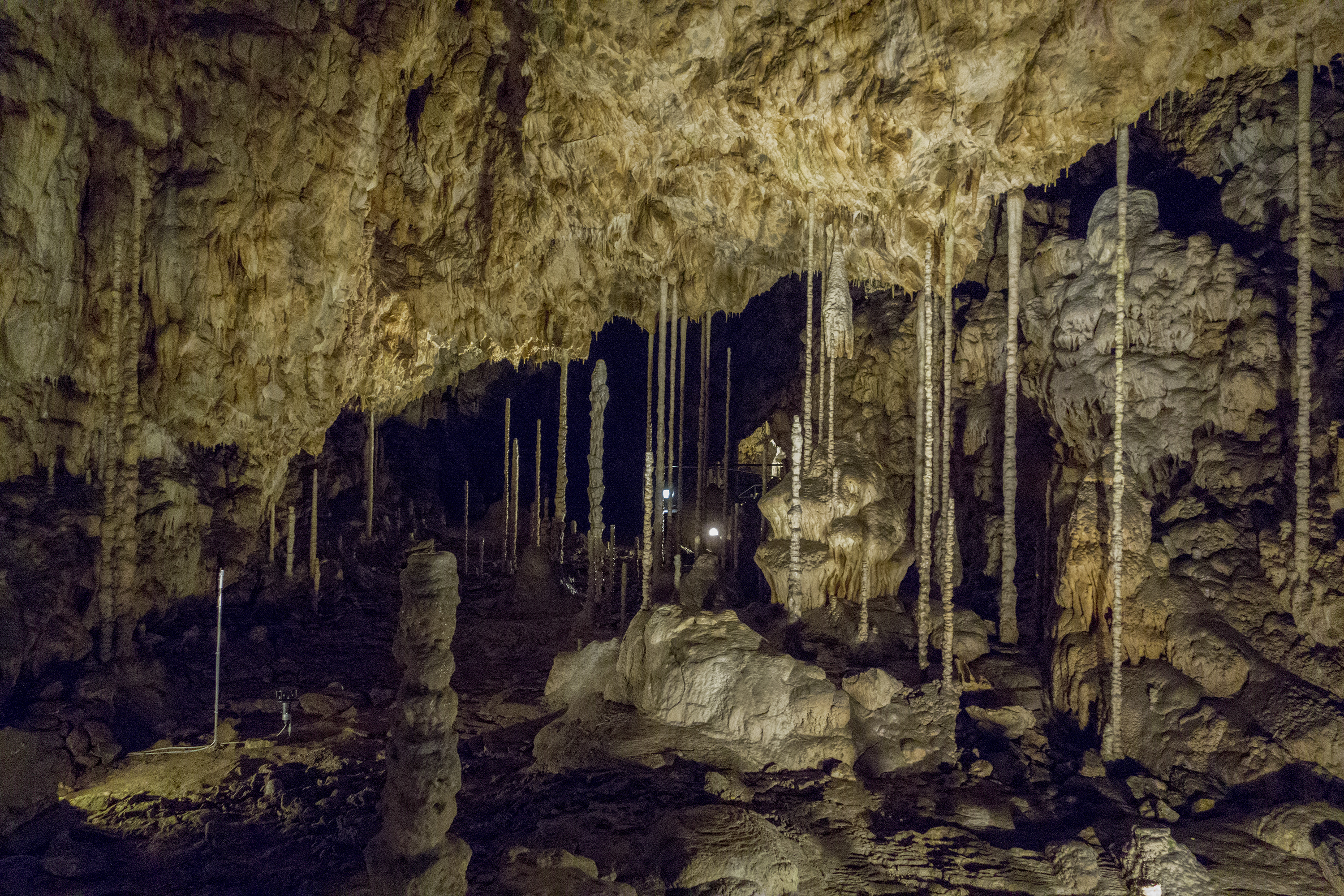
"Bambusový lesík"

Kateřinská jeskyně se nachází v severní části CHKO Moravský kras severně od města Brna, nedaleko od okresního města Blansko. Leží na konci Suchého žlebu, asi 500 metrů jihovýchodně od informačního střediska Skalní mlýn. Provozuje ji Správa jeskyní České republiky.

## Popis jeskyně
Kateřinská jeskyně není mnoho vyzdobena krápníky jako ostatní jeskyně Moravského krasu. Avšak se zde nachází největší jeskynní prostora, zvaná Hlavní dóm, kde jsou díky výborné akustice konány hudební a pěvecké koncerty. Tato jeskyně je relativně velmi chladná, protože se tu teplota pohybuje okolo 7 °C. Název Kateřínská jeskyně je odvozen od pověsti o Kateřině, která se o této jeskyni mezi zdejšími lidmi vyprávěla. Kateřinská jeskyně byla též bohatým nalezištěm kostí pleistocenních zvířat, především medvědů. Pro veřejnost je otevřena od roku 1910. Další částí jeskyně je nová Kateřinská jeskyně, která byla objevena až roku 1909 pracovní skupinou profesora Karla Absolona.
V roce 2019 byly v jeskyni objeveny nejstarší pravěké kresby v Česku, vytvořené uhlem na stěnách v mladší době kamenné, asi 4200 let př. n. l.

## Prohlídka jeskyně
Prohlídková trasa má délku 580 m. Vchod do jeskyně tvoří gotický portál, jímž se návštěvníci dostanou do Hlavního dómu, největší prostory v Moravském krasu a zároveň největšího veřejnosti přístupného podzemního dómu v ČR (délka 97 m, šířka 44 m, výška 20 m).
Z Hlavního dómu trasa pokračuje do tzv. Nové jeskyně, kde se návštěvníci mohou pokochat barevně nasvíceným krápníkovým útvarem „Čarodějnice“ a „Bambusovým lesíkem“ tvořeným vzácnými, několik metrů vysokými hůlkovými stalagmity a stalagnáty. K dalším zajímavým krápníkovým útvarům patří například „Ovečky“, „Pagoda“ a „Sintrový vodopád“.

## Okolí jeskyně
Poblíž Kateřinské jeskyně se nachází jeskynní hrad Rytířská jeskyně a asi 500 m východně leží Čertův most. Vede zde také naučná stezka Macocha.